# أمل سلمان الدوسري
أمل سلمان الدوسري (ولدت في المنامة) ناشطة اجتماعية بحرينية. انتخبت كخبيرة مستقلة عن مملكة البحرين في انتخابات لجنة حقوق الطفل التابعة للأمم المتحدة للفترة من 2017 إلى 2021.

## النشأة والتعليم
حصلت على شهادة الليسانس اللغة الإنجليزية وآدابها من جامعة الكويت. ثم حصلت على دبلوم عال في التربية من جامعة البحرين ثم حصلت على دبلوم في اللغة الفرنسية من معهد اليانس فرانسيز - البحرين. ثم حصلت على ماجستير تربية من جامعة ببريطانيا.

## السيرة المهنية
عملت مدرسة في وزارة التربية والتعليم ثم رئيسة قسم اللغة الإنجليزية ثم في التوجيه التربوي. عينت مديرة إدارة الطفولة وأنشطة الفتيات بالمؤسسة العامة للشباب والرياضة. عينت مديرة مشروع الاستراتيجية الوطنية للشباب بمملكة البحرين وممثل حكومة البحرين. قامت بتأسيس برلمان شباب البحرين وتولت رئاسة اللجنتين الفنية والاستشارية به.

## العضويات
```
تحمل عضوية:
```

- اللجنة الوطنية للطفولة واللجنة الوطنية للتربية والثقافة والعلم (اليونسكو) بمملكة البحرين.
- عضوة اللجنة الوطنية لمكافحة الإيدز.
- عضوة اللجنة الوطنية لمتابعة قرارات كوبنهاغن للتنمية الاجتماعية.
- عضوة الجمعية البحرينية لتنمية الطفولة.
- عضوة مؤسس للجمعية البحرينية للإبداع والموهبة.
- عضوة اللجنة الاستشارية الفنية للطفولة العربية بجامعة الدول العربية.
- عضوة وفد البحرين لمناقشة تقرير البحرين أمام لجنة حقوق الطفل بجنيف.
- عضوة المجلس الدولي للسياسات الشبابية عام 2007.

تتولى إدارة مشروع مسح متعدد المؤشرات لعقد التسعينات العالمي (SCIM) الخاص بتنفيذ اتفاق حقوق الطفل بالتعاون مع منظمة اليونسيف والجهاز المركزي للمعلومات. عينت رئيسة الفريق المختص بإعداد تقرير البحرين الثاني للجنة حقوق الطفل في جنيف. تتولى إدارة مشروع اليونسيف لتحليل أوضاع الطفولة في البحرين.
شاركت في عدة حلقات النقاش وورش العمل التي يقيمها مشروع الأمم المتحدة الإنمائي عن الشباب وعدة حلقات نقاش وورش العمل الخاصة بالطفولة التي تقيمها اليونسيف داخل وخارج البحرين وكذلك في العديد من المؤتمرات والملتقيات الفكرية.

## التكريم
- وسام الكفاءة من الدرجة الأولى (2016).[3]